# Монетаристичка теорија
Монетаристичка теорија је теорија Милтона Фридмана, који истиче значај промена у приливу новца ради успостављања равнотежног друштвеног производа и равнотежних цена.
Монетаристи заговарају минималне државне интервенције, јер сматрају да је привреда дугорочно посматрана у равнотежи. Такође истичу да релативно брзи раст новца прати инфлацију, а релативно спор раст новца рецесију, те би макроекономску политику требало водити по правилима која трају дужи временски период, што подразумева константну благу стопу монетарног раста.